# Bogdan Pătruț
Bogdan Pătruț (n. 16 iunie 1969, Bacău) este un informatician român, autorul enciclopediei multimedia Rocarta.

## Biografie
În 1988 a absolvit Liceul "George Bacovia" Bacău (azi Colegiul Național "Ferdinand I"), profil matematica-fizică. În 1994 a absolvit Facultatea de Informatică Arhivat în 23 octombrie 2006, la Wayback Machine. din Universitatea "Alexandru Ioan Cuza" din Iași, cu tema "Sistem de achiziție lexicală pentru un dicționar în limba română". Între 1993 si 1995 a participat la Școala de vară pe teme de limbaj natural, EuroLAN, Iași, organizată de profesorul Dan Cristea. A absolvit anul de studii aprofundate (master) informatica, specializarea "Procesare distribuita" (1996). Din 2007 este doctor în contabilitate, titlu obținut la Universitatea Alexandru Ioan Cuza din Iași, elaborând o teză de doctorat privind conceperea și utilizarea unui sistem multiagent pentru instruirea în contabilitate. Din 2008 este doctor în informatică, titlu obținut la Universitatea Babeș-Bolyai din Cluj-Napoca, elaborând o teză de doctorat privind conceperea și implementarea unui sistem multiagent pentru monitorizarea căutării și editării unor enciclopedii. Îndrumătorii săi de doctorat au fost prof. univ. dr. Ioan Andone și prof. univ. dr. Grigor Moldovan. Până în februarie 2016 a fost conferențiar doctor la Catedra de Matematică și Informatică Arhivat în 19 decembrie 2008, la Wayback Machine. a Universității din Bacău, iar în prezent este cadru didactic la Facultatea de Informatică din cadrul Universității Alexandru Ioan Cuza din Iași. În paralel cu activitatea academică, este organizatorul unor activități de educație STEM (în special educație în domeniul informaticii) în cadrul Asociației EduSoft.

## Activitate profesională și științifică
- 1994-1995 profesor de informatică la Grupul Școlar Industrial "Anghel Saligny" și la Liceul Teoretic "Vasile Alecsandri" din Bacău;
- 1995-1998 profesor de informatică la Colegiul Liceal "Ferdinand I" (Liceul Teoretic "George Bacovia") din Bacău;
- 1997-1998 cadru didactic asociat al Universității din Bacău și al Universității "George Bacovia" din Bacău (lucrări practice de Programarea și utilizarea calculatoarelor și Bazele informaticii);
- septembrie 1998 - septembrie 2000, asistent universitar la Facultatea de Litere și Științe, Catedra de matematica și fizică, din Universitatea din Bacău;
- septembrie 2000 - septembrie 2008, lector universitar (doctor) la Facultatea de (Litere și) Științe, catedra de Matematică și Informatică, la Universitatea din Bacău;
- din septembrie 2008 până în februarie 2016, conferențiar universitar doctor la Facultatea de Științe, catedra de Matematică și Informatică, la Universitatea din Bacău;
- anul universitar 2000-2001 - cadru didactic asociat la Facultatea de Informatică, Universitatea "Al. I. Cuza" din Iași (laboratoare de Programare logică și Programare funcțională);
- februarie 2016-prezent, lector universitar doctor la Facultatea de Informatică din Iași;
- predarea de cursuri de inițiere în informatică a personalului din învățământ, Casa Corpului Didactic, Bacău 1998;
- predarea de cursuri de recalificare și perfecționare a șomerilor, la C.C.R.P.S. Bacău, 1998.
- A publicat peste 40 de articole științifice și 25 cărți de specialitate, inclusiv manuale școlare (la Editurile Academiei Romane (București), Teora (București), LAP Lambert Academic Publishing (Saarbrücken, Germania), EduSoft (Bacau), Danway (Montreal, Canada), Adias (Rm. Vâlcea)).
- Cărțile sale au fost folosite ca punct de plecare în pregătirea mai multor generații de informaticieni, începând cu 1994.
- Este inventator, producător de software științific (CalCol, BulMetrol, MAgeLan) și educațional (Rocarta, ContTest); Rocarta este o enciclopedie în format electronic care conține articole legate de România, Republica Moldova și români. Ediția din 2009 conține aproximativ 3.000 de articole și peste 3.300 de imagini. De asemenea, ultima ediție conține o interfață bazează pe agenți conversaționali, care permit utilizatorului să regăsească informația dorită, într-un mod mult mai eficient.
- Domenii de interes: prelucrarea limbajului natural; agenții inteligenți și sistemele multiagent, agenții pedagogici; programarea orientată pe obiecte și programarea vizuală dirijată de evenimente; aplicații ale inteligenței artificiale în științele economice; software educațional; influențele Internetului asupra societății.